# 提德拉島
提德拉島是毛里塔尼亞的島嶼，位於大西洋海域，由努瓦迪布灣省負責管轄，長24公里、寬8公里，居民主要從事漁業，該島屬於國家公園的範圍。

## 外部連結
- Watching the Birds, Banc De´Arguin National Park, Mauritania （页面存档备份，存于）